# Wdzydze Tucholskie
Wdzydze Tucholskie (dodatkowa nazwa w j. kaszub. Rëbôczi) – wieś kaszubska w Polsce, położona w województwie pomorskim, w powiecie kościerskim, w gminie Karsin. Położone nad jeziorem Wdzydze i na terenie Wdzydzkiego Parku Krajobrazowego.
W pobliskim Borsku znajduje się byłe lotnisko wojskowe.
W latach 1975–1998 miejscowość administracyjnie należała do województwa gdańskiego.

## Części wsi
| SIMC    | Nazwa  | Rodzaj      |
| ------- | ------ | ----------- |
| 0162748 | Czyste | osada leśna |
| 1061446 | Krzywe | osada leśna |
| 0162760 | Lipa   | osada leśna |

## Nazwy źródłowe wsi
kasz. Wdzidze, niem. Weitsee, dawniej Rybaki, Wdzydze

## Zabytki
Według rejestru zabytków Narodowego Instytutu Dziedzictwa na listę zabytków wpisany jest zespół ruralistyczny wsi, nr rej.: 967 z 21.06.1986.